# International Project Management Association
International Project Management Association (IPMA) je mezinárodní sdružení národních asociací projektových manažerů. Posláním IPMA je "propagovat kompetence ve společnosti pro zajištění úspěchu všech projektů na světě." IPMA je nezisková organizace a všichni její členové pracují na dobrovolné bázi ve svém volném času bez nároku na honorář.
Pro naplnění svého poslání využívá IPMA svůj kompetenční model (ICB4), který se zaměřuje na osobu projektového manažera a toho, jaké dovednosti má mít pro úspěšné zvládnutí projektů. Zároveň IPMA skrze své národní asociace tvoří komunitu projektových manažerů napříč všemi obory, která propaguje a využívá nové přístupy v projektovém řízení.

## Historie
IPMA byla založena v roce 1965, v té době ještě pod názvem Internet. V roce 1996 na 13. světovém kongresu došlo k přejmenování na International Project Management Association (IPMA). Certifikace jednotlivců podle standardu IPMA je poskytována od roku 1998.
IPMA je federací národních asociací, která byla založena v Evropě. Nyní (2019) je zastoupena po celém světe a působí ve více než 70 zemích světa.

## Organizace IPMA
IPMA je nezisková organizace a všichni její členové pracují pro IPMA na dobrovolné bázi, bez nároku na honorář. Nejvyšším orgánem IPMA je Council of Delegates (CoD), který se skládá ze zástupců všech členských zemí. CoD hlasuje o změnách ve standardu, přijímání nových členů a volí Executive Board, který řídí IPMA. Aktuální složení Executive Board najdete na zde.
Každá národní asociace rozhoduje o své činnosti sama a má právo prodávat produkty IPMA na daném území. V případě certifikace IPMA je realizace a vyhodnocení plně na národní asoaciaci a jejím certifikačním orgánu. V pravidelných intervalech dochází ke kontrole certifikačního procesu, aby byla zajištěna kvalita napříč zeměmi.

## Kompetenční model IPMA
Standard IPMA je založen na kompetencích. Kompetencí se rozumí demonstrovaná znalost, schopnost aplikovat a také demonstrovat osobní vlastnosti.
Proces certifikace zahrnuje aktivity pomocí kterých certifikační orgán zjišťuje, že kandidát na certifikaci splňuje stanovené požadavky na odbornou způsobilost. Pro ověření kompetencí je možné využívat – písemnou zkoušku, ústní pohovor, zpráva z projektu, simulace.

### Individual Competence Baseline v.4 (ICB4)
IPMA vypracovala svůj kompetenční model na základě zkušeností se členy ze všech členských zemí.
Kompetenční model pro projektového manažera ICB4 představuje komplexní souhrn kompetencí, které projektoví manažeři potřebují pro úspěšnou realizaci projektů. Tento model je obecně použitelný ve všech sektorech a odvětvích a neobsahuje žádnou specifickou metodologii, metodu či nástroj. Vhodné metody a nástroje by měly být nastaveny organizací a projektoví manažeři by si měli být schopni vybrat ty nejvhodnější ze široké škály dostupných metodik, metod a nástrojů pro řešení konkrétního problému.
Je zřejmé, že významy různých kompetencí, které jsou potřeba pro úspěšnou realizaci projektů, se budou lišit podle typu projektů (výstavba, obchodní služby nebo veřejný sektor apod.).
Kompetence se dělí na:
- Kontextové kompetence – zabývají se veškerými souvislostmi projektu.
- Behaviorální kompetence – chování a jednání projektového manažera v rámci týmu a se stakeholdery.
- Technické kompetence – metody a postupy, které jsou potřebné pro úspěšné řízení projektů.

#### Kontextové kompetence
- Strategie
- Systém řízení, struktura a procesy
- Shoda se standardy a předpisy
- Moc a zájem
- Kultura a hodnoty

#### Behaviorální kompetence
- Sebereflexe a sebeřízení
- Osobní integrita a spolehlivost
- Komunikační dovednosti
- Zainteresované strany
- Vůdcovství
- Týmová práce
- Konflikty a krize
- Kreativita, vynalézavost a důvtip
- Vyjednávání
- Orientace na výsledky

#### Technické kompetence
- Návrh projektu
- Požadavky a cíle
- Scope (obsah, rozsah, rámec)
- Čas
- Organizace projektu a práce s informacemi
- Kvalita
- Finance
- Zdroje
- Obstarávání
- Plánování a operativní řízení
- Rizika a příležitosti
- Zainteresované strany
- Změny

## Ověření kompetencí projektových manažerů

### Certifikace manažerů
Certifikace je určena pro projektové manažery, členy týmů řízení projektů, nebo pro projektové manažery, kteří řídí strategické projekty. Cílem certifikace je ověření znalostí a schopností projektových manažerů a poskytnutí zpětné vazby pro další rozvoj projektového manažera.
IPMA nabízí 4 certifikační stupně, tzv. 4-L-C:

#### Certified Projects Director IPMA Level A®
- V posledních 12 letech řídil komplexní nebo velmi komplexní projekty v celkovém rozsahu alespoň 500 čld, z toho alespoň 300 čld činily velmi komplexní projekty se strategickým významem pro organizaci.
- Při certifikaci prokazuje znalosti řídit projekty a projektový tým. Zkouška probíhá ústní formou – pohovorem se zkoušejícími, která vychází ze zprávy o projektu, který projektový manažer řídil. Od března 2020 i assessmentem projektového manažera.
- Certifikovaný může řídit rozsáhlé projekty v rozsahu 1000+MDs s přesahem do zahraničních projektů.

#### Certified Senior Project Manager IPMA Level B®
- V posledních 8 letech řídil projekty v celkovém rozsahu alespoň 500 čld, z toho alespoň 300 čld činily komplexní projekty.
- Při certifikaci prokazuje znalosti řídit projekty a projektový tým. Zkouška probíhá písemnou formou – otevřené otázky, otázky A,B,C,D a případová studie. Na písemnou část navazuje pohovor se zkoušejícími, která vychází ze zprávy o projektu, který projektový manažer řídil. Od března 2020 i assessmentem projektového manažera.
- Certifikovaný může řídit rozsáhlé projekty v rozsahu 1000+MDs s přesahem do zahraničních projektů.

#### Certified Project Manager IPMA Level C®
- V posledních 6 letech řídil samostatně projekty nebo působil jako asistent manažera komplexního projektu v celkovém rozsahu alespoň 300 čld.
- Při certifikaci prokazuje znalosti řídit projekty a projektový tým. Zkouška probíhá písemnou formou – otevřené otázky, otázky A,B,C,D a případová studie. Na písemnou část navazuje pohovor se zkoušejícími. Od března 2020 i assessmentem projektového manažera.
- Certifikovaný může řídit samostatné projekty s rozsahem do 1000MDs.

#### Certified Project Management Associate IPMA Level D®
- Není požadována předchozí praxe.
- Při certifikaci prokazuje znalosti řídit projekty a projektový tým. Zkouška probíhá písemnou formou – otevřené otázky, otázky A,B,C,D a případová studie.
- Certifikovaný může být týmový manažer nebo manažer menšího projektu.

### Certifikace konzultantů
Je určena pro konzultanty projektového řízení. Úlohou konzultantů je nastavení systém řízení projektů ve firmách včetně softwarového prostředí a systémů pro řízení projektů, podpora řízení jednotlivých projektů, koučování a mentorování projektových manažerů. Certifikace je vhodná I pro poradce pro projekty Evropské unie, liniové manažery nadřízené projektovým manažery a lektory v oblasti projektového managementu.
Certifikace pro konzultanty nabízí dva stupně:
- Certifikovaný konzultant řízení projektů (IPMA® PMC, Certified Project Management Consultant)
- Certifikovaný konzultant řízení programů a portfolií (IPMA® PPMC, Certified Programme and Portfolio Management Consultant)

## Certifikační autorita

### Česká republika
Českou národní organizací je IPMA Česká republika (IPMA CZ)- původně se jménem Společnost pro projektové řízení (SPŘ). IPMA CZ je nezisková organizace sdružující firmy a jednotlivce zabývající se řízením projektů. IPMA CZ má také výhradní právo na výkon certifikace IPMA v České republice.

### Ostatní země
Členské asociace mají své národní certifikační orgány po celém světě. Cílem je zahrnutí národních specifik v rámci IPMA certifikací. Aktuální seznam národních certifikačních autorit je dostupný na oficiálních stránkách IPMA.